# 藤田えりか
藤田 えりか（ふじた えりか、1993年 - ）は、日本の美術家、美術館学芸員。2016年までコンビニをテーマとした作品の制作に取り組んだ。

## 経歴
広島県広島市出身。広島市立大学芸術学部デザイン工芸学科現代表現領域卒業、同大学院芸術学研究科（現代表現領域）修士課程修了。
2015年、コマチアートプレイスにて作品展『ビニコン』を開催。2021年には、基町Uniteにて『自分から自分』を開催。2022年、Azure Hiroshima Baseにて工場景観をモチーフとした作品を展示。2016年に広島市立大学 卒業作品買い上げ・優秀賞を受賞。
2021年には、日本ダウン症協会などの支援も得て、ダウン症の人々の生活にフォーカスした作品を制作、展示した。
2023年4月より、アートギャラリーミヤウチの学芸員に就任。

## 出演

### バラエティ番組
- コネクト「#広島推し〜みんなの“推し”でつくるテレビ〜」（2024年6月21日、NHK） - 清古尊による手形コレクションの人物として写真のみ出演。

### ラジオ
- キラキラ⭐︎アートBOX（2023年、FMはつかいち）
- ECOしま専科（2023年、FMはつかいち）